# Uno sparviero
Uno sparviero è un dipinto di Jacopo de' Barbari. Eseguito negli anni dieci del Cinquecento, è conservato nella National Gallery di Londra.

## Descrizione
Questa raffigurazione di una femmina di sparviero è di epoca tarda e fu probabilmente eseguita dal de' Barbari durante il suo soggiorno nei Paesi Bassi; si ipotizza possa essere stata parte di una composizione più ampia. La scritta Grif d'Anversa; Jacopo de Barbaris è scritto sul retro di un'antica cornice.
Il dipinto proviene dalla collezione del conte Bertolazone d'Arache e successivamente a quella dei Castellani fino a divenire di proprietà nel 1859 di sir Sustin Henry Layard che lo conservava a Venezia e che donò alla National Gallery nel 1916.